# My (litera)
My (mi, μῦ, pisana Μμ) – dwunasta litera alfabetu greckiego oznaczająca spółgłoskę nosową „m”. W greckim systemie liczbowym oznacza liczbę 40.

## Użycie jako symbolu

### Μ
Majuskuły my nie używa się jako symbolu, ponieważ wygląda ona tak samo jak łacińska litera M.

### μ
- W fizyce
  - przenikalność magnetyczna, {\displaystyle \mu _{0}} – przenikalność magnetyczna próżni, ma wartość {\displaystyle 4\pi \cdot 10^{-7}\approx 1{,}2566\cdot 10^{-6}} H/m.
  - lepkość
  - współczynnik tarcia
  - symbol mionu
- W medycynie
  - receptor opioidowy
- W matematyce w rachunku My operator zwracający nienazwaną funkcję będącą najmniejszym punktem stałym odwzorowania.
- W metrologii:
  - W układzie SI mnożnikowi 10-6 (jedna milionowa) odpowiada przedrostek jednostki miary mikro o symbolu µ np. µm – mikrometr.
  - Skrót dawnej jednostki miary długości mikron.

## Kodowanie
W Unicode litera jest zakodowana:
| Znak | Unicode | Kod HTML                      | Nazwa unikodowa         | Nazwa polska            |
| ---- | ------- | ----------------------------- | ----------------------- | ----------------------- |
| Μ    | U+039C  | &Mu; lub &#x039C; lub &#924;  | GREEK CAPITAL LETTER MU | wielka litera grecka my |
| µ    | U+03BC  | &mu; lub &#x03BC; lub &#956;  | GREEK SMALL LETTER MU   | mała litera grecka my   |
| µ    | U+B5    | &micro; lub &#xB5; lub &#181; | MICRO SIGN              | znak mikro              |

W LaTeX-u używa się znacznika:
| Znak                         | LaTeX |
| ---------------------------- | ----- |
| {\displaystyle \mathrm {M} } | \Mu   |
| {\displaystyle \mu }         | \mu   |

W Windows znak mikro (µ) otrzymuje się poprzez wpisanie sekwencji przy pomocy klawiatury numerycznej: Alt+0181.
Dla X serwera (Linux) z obsługą UTF-8 ten sam znak można otrzymać przez kombinację klawiszy: prawy Alt+M.